# Людина-смолоскип
Людина-смолоскип (англ. Human Torch), справжнє ім'я Джонатан Ловелл Спенсер «Джонні» Шторм (англ. Jonathan Lowell Spencer «Johnny» Storm) — супергерой коміксів американського видавництва Marvel Comics. Персонаж є одним із засновників Фантастичної четвірки. Він є переосмисленням схожого попереднього персонажа письменника Стена Лі та художника Джека Кірбі, андроїда Людини-смолоскипа з однойменною назвою та здібностями, створеного в 1939 році письменником-художником Карлом Берґосом для компанії-попередниці Marvel Comics, Timely Comics.
Як і решта Фантастичної четвірки, Джонні отримав свої здібності на космічному кораблі, що зазнав бомбардування космічними променями. Він може охоплювати полум'ям все своє тіло, літати, поглинати вогонь у власне тіло без шкоди для здоров'я, а також керувати будь-яким вогнем, що знаходиться поблизу, однією лише силою волі. Наймолодший у групі, він зухвалий і поривчастий у порівнянні зі своєю стриманою, надмірно опікуваною і співчутливою старшою сестрою Сьюзен Шторм, розсудливим шурином Рідом Річардсом і буркотливим Беном Ґріммом. На початку 1960-х років він знявся в серії сольних пригод, опублікованих в Strange Tales. Людина-Смолоскип також є другом і частим союзником супергероя Людини-Павука, який є приблизно його ровесником.
У фільмах Людину-смолоскип зображували Джей Андервуд у невипущеному фільмі «Фантастична четвірка» (1994); Кріс Еванс у фільмі «Фантастична четвірка» (2005) та його сиквелі «Фантастична четвірка 2: Вторгнення Срібного серфера» (2007); і Майкл Б. Джордан у фільмі «Фантастична четвірка» (2015).

## Оцінки
За версією журналу «Wizard», Людина-смолоскип посів 90-е місце серед найвидатніших персонажів коміксів. Журнал IGN поставив Людину-смолоскип на 46 місце серед найвидатніших героїв коміксів, зазначивши, що хоча наймолодший член Фантастичної четвірки зазвичай купається у славі свого зіркового статусу, він також проявив себе у численних пригодах як з Фантастичною четвіркою, так і з Людиною-Павуком.

## Видання
| Назва                                                              | Випуски                                     | Дата публікації | ISBN           |
| ------------------------------------------------------------------ | ------------------------------------------- | --------------- | -------------- |
| Human Torch Masterworks Vol. 1                                     | Strange Tales #101-117; Annual #2           | Серпень 2009    | 978-0785120704 |
| Human Torch Masterworks Vol. 2                                     | Strange Tales #118-134                      | Серпень 2009    | 978-0785135050 |
| Essential Human Torch Volume 1                                     | Strange Tales #101-134; Annual #2           | Серпень 2003    | 978-0785113096 |
| Human Torch: Strange Tales — The Complete Collection               | Strange Tales #101-134; Annual #2           | Серпень 2018    | 978-1302913342 |
| Spider-Man & The Human Torch                                       | Spider-Man/Human Torch #1-5                 | Серпень 2009    | 978-0785140047 |
| The Thing & The Human Torch by Dan Slott                           | Spider-Man/Human Torch #1-5, The Thing #1-8 | Серпень 2018    | 978-1302913359 |
| Human Torch by Karl Kesel & Skottie Young: The Complete Collection | Human Torch (vol. 3) #1-12                  | Липень 2014     | 978-0785190981 |
| Marvel Two-In-One Vol. 1: Fate Of The Four                         | Marvel Two-In-One (vol. 2) #1-6             | Липень 2018     | 978-1302910921 |
| Marvel Two-In-One Vol. 2: Next Of Kin                              | Marvel Two-In-One (vol. 2) #7-12; Annual #1 | Лютий2019       | 978-1302914912 |